# Aberdeen (Hongkong)
Aberdeen is een wijk in het Southern District van Hongkong. Aberdeen ligt in het zuiden van Hongkong-eiland aan Aberdeen Harbour tegenover het eiland Ap Lei Chau, dat ook bekend is als Aberdeen Island. De wijk is vernoemd naar George Hamilton-Gordon, de vierde graaf van Aberdeen.